# 위자 (영화)
《위자》(영어: Ouija)는 2014년 공개된 미국의 초자연 공포 영화이다. 스타일스 화이트의 감독 데뷔작이다. 올리비아 쿡, 대런 캐거소프, 더글러스 스미스, 셸리 헤니그, 린 셰이 등이 출연하였고, 마이클 베이, 앤드루 폼, 제이슨 블럼 등이 제작에 참여하였다.
프리퀄 《위자: 저주의 시작》(2016)으로 이어진다.

## 줄거리
데비는 어린 시절 친구 레인과 함께 갖고 놀았던 위저보드를 홀로 시도하다가 벽난로에 던져버린다. 그러나 위저보드는 멀쩡한 상태로 다시 나타나고, 곧 데비는 크리스마스 등불 전깃줄로 목을 매 자살한다.
깊은 슬픔에 빠진 레인, 레인의 남자친구 트레버, 레인의 동생 세라, 데비의 남자친구 피트, 친구 이저벨은 데비의 영을 소환해 교신하기 위해 데비네 집에서 문제의 위저보드로 교령회를 연다. 도중 전기가 나가 집이 어둠에 잠기고, 피트는 거울 속에 비친 어느 여인의 모습을 바라보던 중 어떤 존재가 뒤에서 거세게 밀어 거울에 이마를 세게 부딪히면서 거울을 깨트린다. 이후 교령회에서 나왔던 문구인 "Hi friend"가 랩톱 화면 등 여기저기에서 등장한다.
그러나 교령회에서 자신을 “DZ”라고 소개했던 영은 사실 데비가 아니었고, 두 번째로 연 교령회에 입이 꿰매진 어린 소녀 모습으로 나타나더니 자기 엄마가 오고 있으니 도망치라고 경고한다.
얼마 후 불가사의한 힘이 이저벨 입을 치실로 꿰맨 뒤 이저벨을 공중으로 들어올렸다가 내던지면서 이저벨은 세면대에 머리를 부딪혀 사망한다. 사태의 심각성을 깨달은 레인과 피트는 데비네 집 다락방을 살피다가 전 집주인 가족 사진을 발견한다.
이들은 인터넷에서 어린 소녀 도리스 잰더(Doris Zander)가 실종됐으며 범인으로 어머니가 의심을 받고 있다고 보도한 옛날 기사를 찾아낸다. 레인은 도리스의 언니 폴리나가 입원해있는 정신 병원에 찾아간다. 폴리나는 영매였던 어머니가 도리스를 영을 담는 그릇으로 쓰곤 했다고 회고한다. 이어 죽은 자들의 세계에 잠식된 끝에 미쳐버린 어머니는 도리스가 말을 못하게 입술을 꿰매는 지경에 이르렀고 도리스를 아예 살해했으며, 이에 자신이 어머니를 죽였다고 고백한다. 레인은 폴리나의 지시대로 숨겨진 방에서 도리스 시체를 찾아 입술에 기워져있던 실을 끊어 도리스가 어머니 악령에 맞설 수 있게 한다.
그러나 도리스는 입을 벌린 악령 모습으로 나타나더니 피트의 입술에 박음질을 한 뒤 피트를 죽여버린다. 폴리나는 자신이 실은 평생 도리스 악령의 속삭임에 시달려왔으며, 자신을 해방시켜준다는 전제 하에 도리스를 돕기로 약조하여 일부러 레인에게 거짓말을 했다는 사실을 밝힌다. 도리스와 폴리나의 어머니 영혼은 사실 도리스의 악령이 소환되는 사태를 막으려고 했던 것이다.
세라의 할머니 노나는 이 사태를 끝내려면 도리스의 시체와 위저보드를 한꺼번에 파괴해야한다고 조언한다. 그 사이 트레버는 수영장 덮개 밑에 갇혀 익사한 뒤 입술이 꿰매진 모습의 환영으로 레인과 세라 앞에 나타났다가 사라진다. 세라가 도리스의 악령에게 붙잡히자 레인은 혼자 위저보드로 교령회를 열어 도리스를 자신 앞에 강제 소환하여 도리스가 세라를 해치는 것을 막는다. 도리스 악령이 레인의 목숨을 뺏으려는 찰나 데비의 영혼이 나타나 함께 도리스 악령에게 맞선다. 세라가 도리스 시체를 화로 안에 집어넣자마자 레인이 위저보드와 플랑셰트를 던져넣는다.
그러나 다 끝났다고 생각한 순간 레인이 멀쩡한 상태로 되돌아와있는 플랑셰트를 집어들면서 영화가 끝난다.

## 출연
- 올리비아 쿡 - 레인 모리스 역
- 애나 코토 - 세라 모리스 역
- 대런 캐거소프 - 트레버 역
- 비앙카 샌토스 - 이저벨 역
- 더글러스 스미스 - 피트 역
- 셸리 헤니그 - 데비 걸라디 역
- 린 셰이 - 폴리나 "리나" 잰더 역
- 비비스 콜롬베티 - 노나 역
- 로빈 라이블리 - 걸라디 부인 역
- 매슈 세틀 - 앤서니 모리스 역

## 기타 제작진
- 총괄 제작: 브라이언 골드너